# 紀念烏克蘭獨立30週年
紀念烏克蘭獨立30周年（羅馬化：30-ta richnytsia nezalezhnosti Ukrainy）是乌克兰于2021年8月22日至24日举行的一系列活動，纪念乌克兰脱离苏联統治独立30周年。在文化部的支持下，全国各地举办了150多场活动。

## 庆祝活动
在文化部的支持下，全国各地举办了150多场活动。庆祝活动的口号是“你是我的唯一”（羅馬化：Ty u mene yedyna），旨在象征乌克兰几代人为争取独立而展开的斗争。来自30个国家和国际组织的代表团出席了此次活动。

### 8月22日
- 揭晓并颁发烏克蘭國家傳奇奖[1]
- 基辅圣索菲亚大教堂舉行禮拜，有君士坦丁堡的巴爾多祿茂出席[2][3]
- 烏克蘭30論壇（烏克蘭語：Всеукраїнський форум «Україна 30»）中的“我们在哪裏，乌克兰就在哪裏”论坛 [4]

### 8月23日
- 在烏克蘭地理中心切爾卡瑟州多布羅韋利奇基夫卡升旗[1]
- Inaugural summit of the Crimean Platform[5]
- Inaugural summit of the Kyiv Summit of First Ladies and Gentlemen[5]
- Performance at the 國立烏克蘭歌劇院 for leaders of foreign nations[1]

### 8月24日
- 乌克兰独立日阅兵, including an artillery salute on 特魯哈尼夫島[5] and a naval parade in the 第聂伯河[6]
- Naval parade in 敖德薩[7]
- Concert by 安德烈·波伽利, 蒂娜·卡羅爾, and 賈瑪拉 in 宪法广场 (基辅)[8]
- "Independence is in our DNA" festive show at 奧林匹克國家綜合體育場[1]
- Extraordinary session of the 乌克兰最高拉达, where the draft law on the 烏克蘭國徽 is adopted[9]